# Johan Graan
Johan Gerhardsson Graan, född i början av 1600-talet i Skellefteå socken, död 1679, var landshövding i Västerbottens och periodvis även Österbottens län. Han adlades med bibehållet namn, Graan.

## Biografi
Johan Graan var son till en same, kyrkoherden Gerhardus Jonae i Skellefteå församling, och Bureättlingen Brita Andersdotter Grubb. Modern var svägerska till ärkebiskopen Nicolaus Olai Bothniensis. Antagligen studerade Johan Graan vid Gävle trivialskola. 1626 inskrevs han vid Uppsala universitet, där han 1635 blev magister; efter utlandsstudier i tyska Leiden promoverades han till juris utriusque doktor. Han blev assessor i Svea hovrätt 1642 och adlades 1645 med namnet Graan. Namnet antogs efter faderns boställe Gran i Skellefteå.
År 1653 utsågs Johan Graan till landshövding i Västerbottens län, som under perioder av hans ämbetstid administrerades tillsammans med Österbotten. Perioderna 1654–1668 och 1669–1674 var Graan landshövding också i Österbotten. Åren 1660–1664 bodde Graan i Kronoby, i övrigt i Umeå och Torneå. Graan bevakade noggrant kronans intressen i Österbotten, vilket bland annat ledde till återkommande fejder kring grevskapet Korsholm och Wasa. Hauptman Botvik Höök på Korsholm skrev efter en tvist i Åbo hovrätt 1670 angående Johan Graan, som var en fruktad motståndare i juridiska sammanhang: "Gud nåde den för honom kommer".
Den 15 juni 1668 avskedades han för "sitt ämbetes efterlåtenhet", men fick senare upprättelse då entledigandet ansågs ha varit utan grund.
Johan Graan lät iordningställa landsvägen längs kusten från Umeå till Luleå så att den 1668 blev framkomlig för häst och vagn. Tidigare hade man sommartid fått rida på privat väg eller färdas med båt.
Johan Graan var gift två gånger; dels med Christina Jakobina von Struan (fullständigt namn Christina Jacobina Jacobsdotter Robertson of Struan adliga ätten nr A 231) och dels, från 1645, med Elisabeth Bure, dotter till Jonas Bure av adelsätten Bure (adlig.

## Kartläggningen av Lappmarken
Johan Graan hade goda kunskaper om Lappmarken och idéer om hur den skulle kunna utvecklas. År 1670 sände han en skrivelse till rikskanslern Magnus Gabriel De la Gardie, ledaren för Karl XI:s förmyndarregering, och väckte tanken att Kungl. Maj:t skulle verka för att öka områdets befolkning. Landshövdingen hade nämligen lagt märke till att det fanns ganska många platser med gräsväxt och lövskog i lappmarkerna, platser som skulle kunna utnyttjas för att föda upp andra djur än renar och där svenska bönder således skulle kunna få sin utkomst. Innan det kunde bli aktuellt med någon svensk kolonisation var det emellertid nödvändigt att upprätta en jordebok över lappmarkerna, ”hwilket ännu aldrigh under någon Konungh eller Regerningh skiedt ähr”. 
Visserligen upprättade lappfogden varje år en uppbördslängd med namn på alla skattebetalande samer, men det hade aldrig gjorts någon förteckning över de land och vatten som varje same brukade. Det innebar att om en same dog eller flyttade kunde myndigheterna inte utse någon annan att ta över det tomma landet och bli ny skattebetalare. I stället kunde det hända att en same som bodde i närheten började bruka området utan myndigheternas kännedom och utan att betala skatt för det. Inte heller visste myndigheterna vilka resurser som fanns inom respektive land, om skattesatserna var rimliga eller ifall det kanske fanns land som kunde delas mellan flera skattebetalare. Än mindre fanns det någon kunskap om vilka platser som kunde vara lämpliga för bönder.
I sin skrivelse till De la Gardie berättade Johan Graan att han själv hade rest till Lycksele socken vid årsskiftet 1669–1670, när alla samer fanns församlade där, och låtit lappfogden Ægidius Otto och underlagmannen Jakob Jakobsson Grubb fråga ut samerna om deras land och fiskevatten. Resultatet hade blivit en förteckning som visserligen inte motsvarade Graans vision om en jordebok utformad på någorlunda samma sätt som i övriga riket, men som dock visade att projektet var fullt genomförbart. Motsvarande förteckningar borde därför tas fram för övriga lappmarker. 
Men inte nog med det: landshövdingen framhöll att det var ”högnödigdt” att låta en lantmätare mäta upp hela lappmarken. Först då skulle kronan få tillräcklig kunskap om det samiska markutnyttjandet och om platser lämpliga för svensk bosättning.
Graans idéer föll i god jord hos den lappmarksintresserade De la Gardie. Genom ett brev daterat den 28 februari 1671 beviljade Kungl. Maj:t ekonomiska medel för att kartlägga lappmarkerna och deras resurser. Samma år sände Johan Graan ut lantmätaren Jonas Persson Gedda och notarien Anders Olofsson Holm på en expedition genom Ume lappmark. Resultatet blev en karta och en detaljerad beskrivning av denna lappmark.

## Parallellteorin
Sedan Umeå lappmark blivit kartlagd skrev Johan Graan ånyo till Kungl. Maj:t. Nu lanserade han det som brukar kallas för parallellteorin, nämligen att samer och nybyggare skulle kunna leva sida vid sida i lappmarkerna, utan att störa varandra, eftersom de utnyttjade olika resurser. Visserligen skulle de samer som var bosatta på platser som befunnits vara lämpliga för nybyggen få flytta på sig, men de borde inte ha några svårigheter att hitta andra boplatser. Om nybyggare flyttade in i lappmarkerna, utan att den samiska befolkningen minskades, skulle kronan få ökade skatteintäkter. Med en fast svensk befolkning skulle området också lättare kunna försvaras mot yttre fiender. Som förmåner för att locka nybyggare föreslog Johan Graan ett antal skattefria år och därefter skatt på samma nivå som lappskatten, samt ständig frihet från knektutskrivning.
Graans skrivelse överlämnades till den ”kommission om Lappmarkens population” som under några år varit verksam i huvudstaden. Kommissionen anslöt sig till Graans uppfattning, och resultatet blev det kungliga plakatet av den 27 september 1673 angående lappmarkernas bebyggande, det som vanligen kallas för lappmarksplakatet. Detta undertecknades av Karl XI men återgav nästan helt och hållet Johan Graans förslag. Han fick därmed ett avgörande inflytande på den fortsatta utvecklingen i lappmarkerna.